# Briz-M
O Briz-M, também conhecido como o Próton KM, é um estágio impulsionador russo, utilizado na órbita de inserção, criado por Khrunichev e usado nos foguetes Proton-K, Proton-M, Angara A5 e Rokot. Briz-M tem um armazenador de propulsores hipergólicos, uma melhoria em relação ao impulsionador superior anterior Próton, que utilizava propulsores criogênicos. 

## Lançamentos
- 5 de julho de 1999 - falha no lançamento devido a explosão do segundo estágio do Proton-K. Levando um satélite de comunicação Raduga 1.
- 6 de junho de 2000 - lançamento bem sucedido de um satélite de comunicação Gorizont 33.
- 6 de junho de 2003 - lançamento bem sucedido de um satélite de comunicação AMC-9.
- 10 de dezembro de 2003 - lançamento bem sucedido de quatro satélites de posicionamento GLONASS.
- 28 de fevereiro de 2006 - falha no lançamento deixa o Briz-M e carga em órbita incorre. Levando um satélite de comunicação Arabsat 4A. O impulsor explode no dia 19 de fevereiro 2007, produzindo mais de 1.000 pedaços de detritos espaciais rastreáveis.
- 7 de julho de 2007 - lançamento bem sucedido do DirecTV-10.